# Inga Elgqvist-Saltzman
Inga Anne-Marie Elgqvist-Saltzman, född 31 januari 1929 i Kalmar, är en svensk pedagog. Hon ingick 1965 äktenskap med professor Georg-Fredrik Saltzman.
Elgqvist, som är dotter till fabrikör Kaleb Elgqvist och Elin Lindgren, blev filosofie kandidat vid Lunds universitet 1952, filosofie licentiat vid Göteborgs universitet 1970 och filosofie doktor vid Uppsala universitet 1976. Hon var socialkurator på sjukhus i Lund, Malmö och Uppsala 1953–1957, utbildningsadministratör vid Uppsala studentkår 1957–1964, avdelningsdirektör vid Umeå universitet 1964–1973, forskare på pedagogiska institutionen vid Umeå universitet 1973–1986 och jämställdhetsforskare vid Humanistisk-samhällsvetenskapliga forskningsrådet från 1986. Hon har varit expert i statlig utbildningsutredning och författat skrifter inom utbildningsforskning, särskilt kvinnors utbildning.